# Crédito subprime

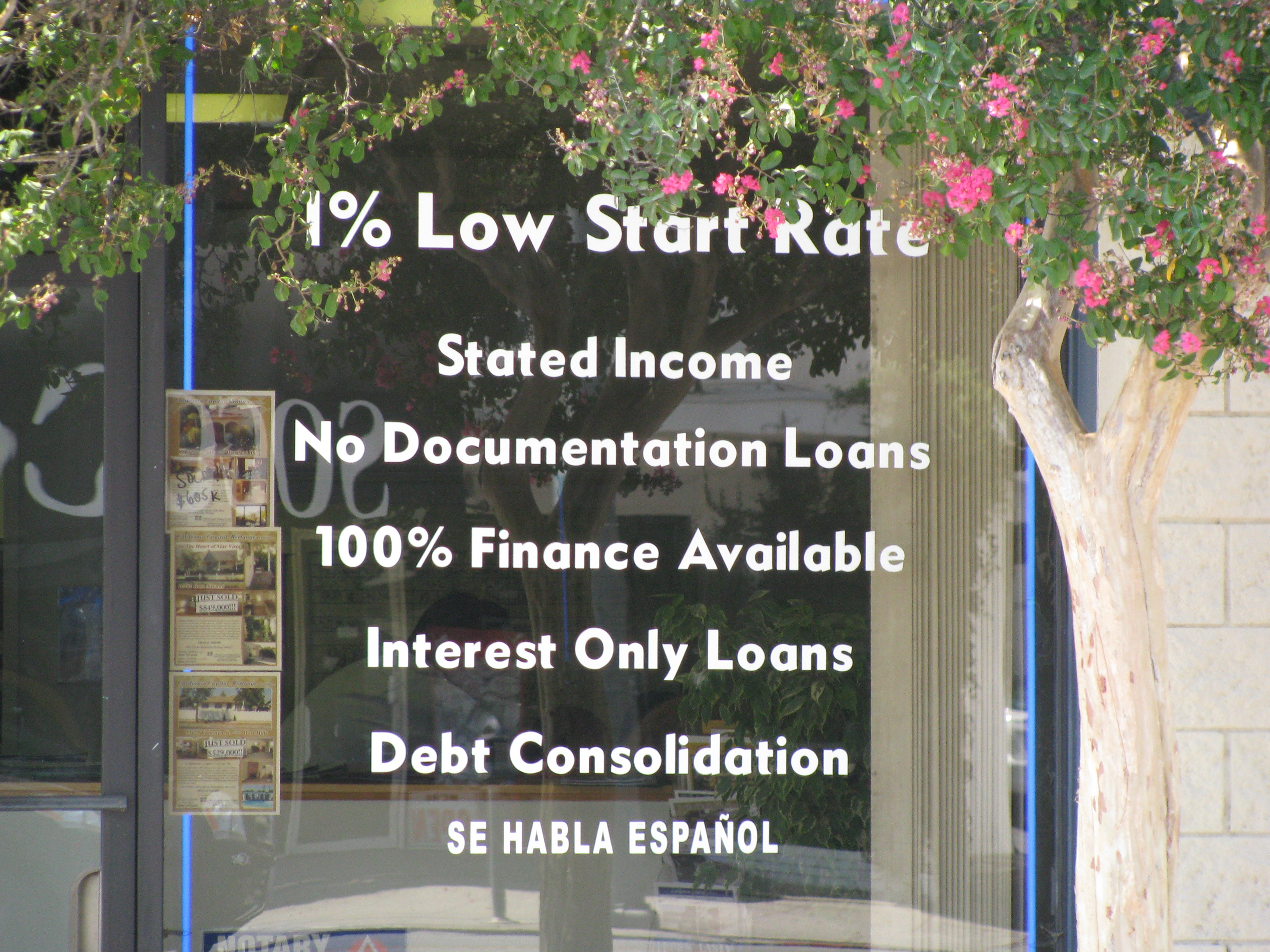
Un prestamista de Estados Unidos anuncia un crédito subprime en julio de 2008.

Un crédito subprime (también llamado crédito near-prime, non-prime o second-chance) es una modalidad crediticia del mercado financiero de Estados Unidos que se caracteriza por tener un nivel de riesgo de impago superior a la media del resto de créditos.

## Características
Este tipo de operaciones, concedidas a particulares o a empresas, tiene las siguientes características:
1. La mayor parte de los créditos subprime son de carácter hipotecario. Por esta razón se han denominado hipotecas «subprime» o hipotecas basura.
2. Las entidades financieras tienen un límite máximo fijado por el Sistema de Reserva Federal estadounidense de créditos de alto riesgo, aunque este límite puede ser superado por otras entidades intermediarias que pueden adquirir mediante una cesión de crédito los derechos al cobro de los créditos subprime por parte de los bancos a terceros, a cambio de pagar a la entidad financiera un interés menor.
3. El tipo de interés de un crédito subprime es superior a la media de los tipos de interés para préstamos de las mismas características dirigidos a usuarios solventes, variando entre 1,5 y 7 puntos más.
4. El sistema de concesión de créditos en Estados Unidos se basa en el establecimiento de una tasa de evaluación del particular o la empresa que solicita el préstamo, de tal forma que aquellos que superan los 850 puntos en dicha evaluación obtienen créditos prime a un tipo de interés bajo y con amplias ventajas. Los que tienen una evaluación entre 650 y 850 puntos se consideran solventes y los tipos de interés que se les aplican a las operaciones crediticias se encuentran dentro de la media nacional. Aquellos que tienen una puntuación por debajo de 650 se consideran de alto riesgo, y son aquellos que pueden recibir los créditos subprime, con tipos de interés más altos y más gastos en comisiones bancarias.

En 2002 el volumen de créditos subprime de las entidades financieras en Estados Unidos representaba el 7% del mercado hipotecario. En 2007 era del 12,5%.

## Riesgos asociados
Los créditos subprime, al igual que cualquier otro, pueden ser negociados por las entidades bancarias con otras empresas, de tal forma que pueden cederlos a cambio de obtener el pago de un interés menor. La ventaja de la entidad financiera al efectuar la cesión es poder garantizarse el cobro del crédito de manera rápida. Las empresas que adquieren créditos subprime tratan de obtener un beneficio por la diferencia entre lo pagado a la entidad financiera y lo que efectivamente tienen derecho a cobrar del particular deudor.
Los problemas que puede generar el impago de los créditos subprime dentro de la economía local y de la economía global está determinado por tres factores:
1. El volumen total que representen los créditos subprime sobre el total concedido.
2. El número de créditos cedidos a terceros en operaciones de cesión de créditos y las empresas titulares de estos. Cuando son los bancos los que soportan la mayor parte de la carga de los créditos subprime, el riesgo afecta al sistema financiero; cuando son empresas de otro tipo, el riesgo afecta a distintos sectores económicos o bien a los más importantes.
3. El impacto sobre la economía global, según qué empresas, financieras o no de otros países, hayan adquirido créditos subprime.[3]